# Pëtr Mironovič Mašerov
Pëtr Mironovič Mašerov (in russo Пётр Миронович Машеров?, in bielorusso Пётр Міронавіч Машэраў?, Pëtr Mironavič Mašėraŭ; Širki, 13 febbraio 1918 – Distretto di Smaljavičy, 4 ottobre 1980) è stato un politico sovietico.

## Biografia
Durante la Seconda guerra mondiale svolse un ruolo di primo piano nell'organizzazione e la guida del movimento partigiano in Bielorussia, per cui fu insignito del titolo di Eroe dell'Unione Sovietica e dell'Ordine di Lenin.
Nel 1964 fu eletto membro del Comitato Centrale del PCUS, dove si inserì nel gruppo di origine bielorussa guidato da Kirill Mazurov. 
L'anno successivo divenne primo segretario del Partito Comunista della Bielorussia, carica che mantenne fino alla morte. Fu definito uno dei «buoni comunisti» cui la popolazione bielorussa ricollega il suo sviluppo economico e sociale del secondo dopoguerra: in questa veste «incarnò la capacità del sistema di promuovere la giustizia sociale» ed enfatizzò l'elemento organizzativo come la chiave del successo del modello di sviluppo prescelto.
Considerato tra i dirigenti in predicato di succedere a Brežnev, morì nel 1980 a causa di un incidente stradale; toccherà a Michail Gorbačëv il compito di subentrargli nella carica occupata a Mosca.